# مجتمع متساهل
المجتمع المتساهل هو مجتمع تصبح فيه بعض المعايير الاجتماعية أكثر تحررًا، خاصة فيما يتعلق بالحرية الجنسية. يصاحب هذا عادة تغيير فيما يعتبر منحرفًا. مع الحفاظ على قاعدة «لا تؤذي الآخرين» (مبدأ الضرر)، يمتلك المجتمع المتساهل القليل من الرموز الأخلاقية أو القانونية الأخرى (لا توجد جريمة بلا ضحية، على سبيل المثال).

## المميزات
يمكن اعتبار المجتمع المتساهل مكملاً للمجتمع الحر. يعتمد المجتمع الحر على الليبرالية السياسية والفلسفية الخاصة بالقرن التاسع عشر، بينما تمتد الحرية في المجتمع المتساهل إلى ما يتجاوز الحرية السياسية والفكرية ويشمل الحرية الاجتماعية والأخلاقية. من الجوانب التي تغيرت مؤخرًا في المجتمعات المتساهلة الحديثة:
- ازدادت الحرية الجنسية. ويشمل ذلك حرية المشاركة في الأنشطة الجنسية التي كانت تعتبر سابقًا غير مقبولة أو حتى جرمًا، مثل البي دي إس إم (السادية والمازوخية)، والفيتشية والمثلية الجنسية. ازدادت حرية عرض المواد العنيفة والجنسية بما في ذلك الأفلام والموسيقى والفن والأدب، كما انخفضت الرقابة على هذه الأنواع وغيرها من الفنون.
- تتراجع اليوم قوة الجماعات الدينية، وغالبًا ما يكون ذلك مصحوبًا بعلمانية متزايدة.

## لمحة تاريخية
المثال الأكثر ذكرًا هو الثورة الاجتماعية والثورة الجنسية في ستينيات القرن العشرين في أوروبا وأمريكا، مما أدى إلى مزيد من المواقف الليبرالية تجاه الحرية الفنية والمثلية الجنسية والمخدرات، والتي كانت أصولها انتكاسية ضد الأنظمة الاستبدادية القمعية مثل النازيّة، كما هو موصوف من قبل مجموعة بلومزبري. من الأمور الشائعة أيضًا التخفيف العام لالتزام بريطانيا السابق بالقيم الفيكتورية. استُخدم مصطلح المجتمع المتساهل في الأصل كعلامة عدائية من قبل أولئك الذين اعتقدوا أن الاختلاطية الجنسية موضوع حرج جدًا. على الرغم من أن هذا قد يكون بسبب حظر شامل للتربية الجنسية المناسبة -حيث كانت حالات الامتناع عن ممارسة الجنس الطريقة «المناسبة» الوحيدة للتعليم- في الأجيال السابقة، وهو عامل معروف في معدلات النشاط الجنسي غير المحمي.
خلال سبعينيات وثمانينيات القرن العشرين، اتخذ بعض علماء الاجتماع البريطانيين نهجًا أكثر ارتيابًا في مسألة «المجتمع المتساهل» في الستينيات، مشيرين إلى أنه أدى في الواقع فقط إلى تنظيم جزئي ومعدل للأنشطة الاجتماعية غير القانونية و/أو مشوّهة السمعة في السابق. على سبيل المثال، أنهى قانون الجرائم الجنسية لعام 1967 تجريم المثلية الجنسية ولكن في سن رشد غير عادل، 21 (على الرغم من أنه تم تخفيضه في وقت لاحق إلى 18 (1994)، وأخيرًا، 16 (2002))، بالإضافة إلى ذلك، فإن قانون عام 1967 شرّع المثلية الجنسية فقط في ظل ظروف محدودة. بالمثل، لم يسمح قانون الإجهاض لعام 1967 بالإجهاض بناءً على الطلب ولكنه طلب الحصول على إذن طبي، مع حدود زمنية، علاوة على ذلك، كما هو الحال مع إنهاء تجريم حشيش القنّب، فإن بعض حالات التصرفات الاجتماعية المتحررة لم تواجَه بتغيير مشروع. لذلك من المهم الإشارة إلى أن مدى «التساهل» الذي حدث في الستينيات ربما كان مبالغًا فيه. قد يجادل البعض بأنه في حالة حقوق المثليين في المملكة المتحدة وأوروبا الغربية وكندا ونيوزيلندا، كانت التغييرات الأولية مجرد مقدمة لفترات إضافية من التغيير المشروع: زواج المثليين أو الاتحادات المدنية وتبني المثليين الذكور للأطفال حدثت جميعها منذ إنهاء التجريم الأولي للمثلية الجنسية.
إضافة إلى ذلك، كانت هناك فترات إضافية من التشريعات الإصلاحية الاجتماعية التي لم يتم وصفها بالمثل كدليل على المجتمع المتساهل. وتشمل إقرار تشريعات إنهاء تجريم الدعارة في أستراليا ونيوزيلندا، وكذلك إنهاء تجريم الماريجوانا الطبية في العديد من الولايات الأمريكية وإضفاء الشرعية على الماريجوانا للاستخدام الترفيهي في كندا.

## الانتقادات
على الرغم من أن الليبراليين ينظرون إلى التساهل على أنه إيجابي، يزعم المحافظون الاجتماعيون أنه يضعف الهياكل الأخلاقية والاجتماعية الثقافية اللازمة لمجتمع متحضر وصالح. على سبيل المثال، يعد انخفاض معدلات الطلاق وتقليل حدوث الأمراض التي تنتقل عن طريق الاتصال الجنسي ومكافحة الجريمة أمرًا مرغوبًا به.
يجيب آخرون على أن هذه المشكلات المزعومة هي في حد ذاتها نتائج للقمع ذاته الذي يَسعى للقضاء عليها. يُعتقد أن المواطنين الذين يتمتعون بالتفكير والتحدث الحر والعمل دون إكراه أو رفض، ساهموا في مجتمع يزدهر فيه الأحرار فكريًا، أي دون الخوف من القمع من خلال التعصب والظلم.
يتطرق المجتمع المتساهل في النهاية إلى السؤال عما إذا كان لدى الأفراد القدرة الكافية لاتخاذ قراراتهم الخاصة، أي الاستقلال الفكري؛ وأيضاً إذا كان الفرد يتمتع بحرية الاستقلال، أي حرية التعبير. إذا تمتع الفرد بذلك، فمن المحتمل ظهور مجتمع متساهل. إذا لم يكن كذلك، يحل محله المجتمع القمعي.